# Диалекты украинского языка

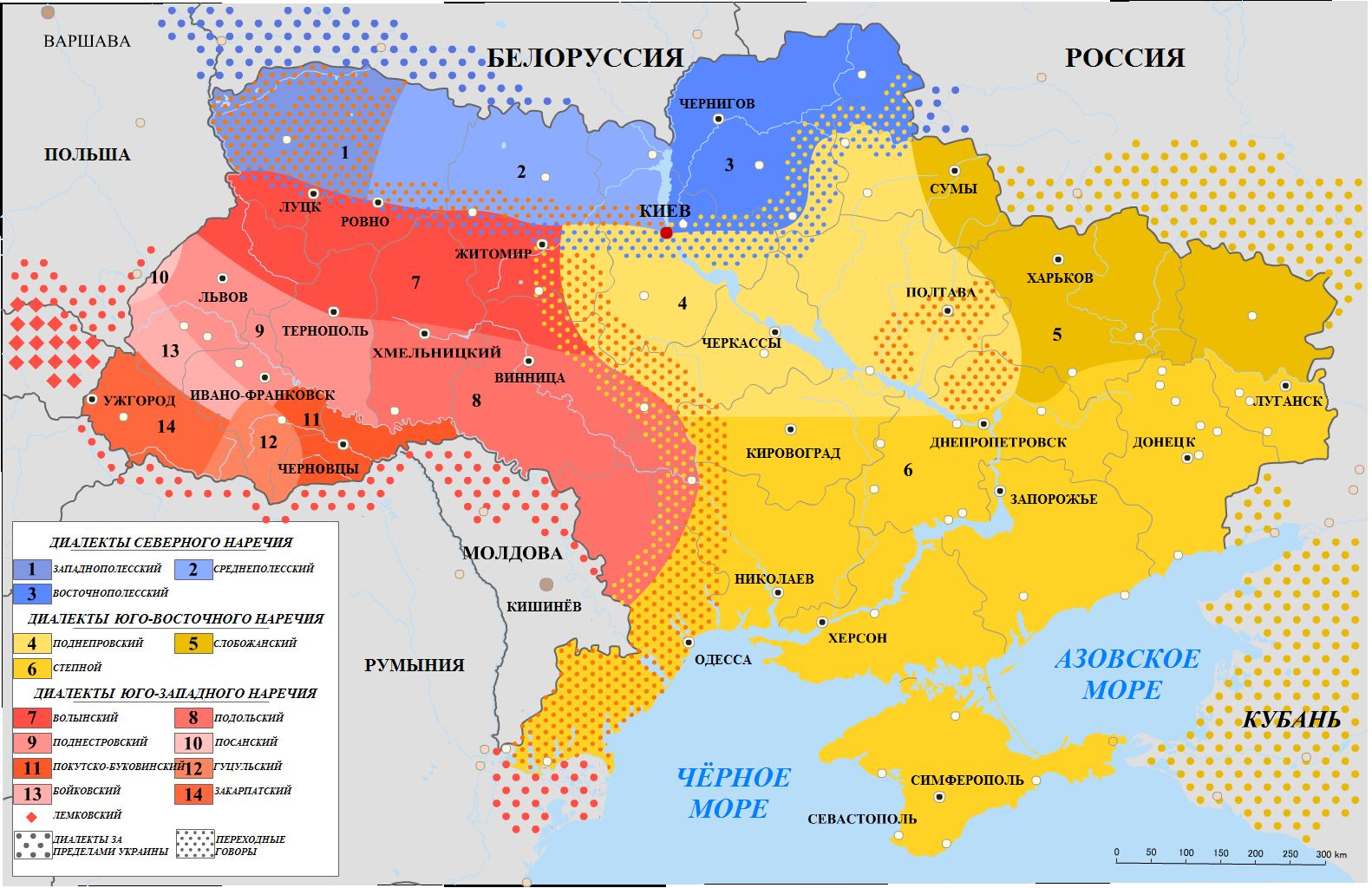
Диалекты украинского языка

Диале́кты украи́нского языка́ (укр. діалекти української мови) — территориальные разновидности украинского языка, традиционно объединяемые в три наречия — юго-восточное, юго-западное и северное.
Юго-восточное наречие, легшее в основу современного литературного украинского языка, является наиболее однородным среди остальных. Его говоры распространены в центральной, восточной и южной частях Украины, а также во многих районах России и Казахстана. Юго-западное наречие, характеризуемое сравнительно большой диалектной дробностью, занимает западную и юго-западную части Украины, его диалектные черты превалируют в речи потомков украинских эмигрантов в США, Канаде и других странах, а также отмечаются (наряду со словацкими) в паннонско-русинском языке (в Воеводине). Северное (полесское) наречие занимает северные территории Украины, связано переходными говорами с белорусским языком, к северному наречию тяготеют западнополесские говоры (на юго-западе Брестской области Белоруссии).
Диалектные различия противопоставляют украинские наречия в разной степени: в области фонетики наиболее близкими являются юго-восточное и частично юго-западное наречия, на грамматическом уровне наиболее сходны северное и юго-восточное наречия. Различаются диалекты и по времени образования: северное и юго-западное наречия, размещённые в областях, которые менее всего затронули процессы миграции славянского населения, противопоставляются юго-восточному наречию, сформировавшемуся сравнительно поздно большей частью в результате переселений украинцев с севера и запада.
В основе современного диалектного членения украинского языка лежит работа К. П. Михальчука «Наречия, поднаречия и говоры Южной России в связи с наречиями Галичины», 1872 год («Наріччя, піднаріччя і говори Південної Росії у зв’язку з наріччями Галичини»).

## Классификация
В составе трёх наречий украинского языка выделяют следующие говоры и группы говоров:
- Юго-восточное наречие:
  - среднеподнепровские (среднеприднепровские) говоры[~ 2];
  - слобожанские говоры;
  - степные говоры.
- Юго-западное наречие:
  - волынско-подольские говоры:
    - волынские (южноволынские) говоры;
    - подольские говоры.

  - галицко-буковинские говоры:
    - поднестровские (днестровские) говоры;
    - покутско-буковинские (покутские, надпрутские) говоры;
    - гуцульские (восточнокарпатские) говоры;
    - посанские (сянские) говоры.

  - карпатские говоры:
    - бойковские (севернокарпатские, северноподкарпатские) говоры:
    - закарпатские (среднезакарпатские, подкарпатские, южнокарпатские) говоры:
    - лемковские (западнокарпатские) говоры.
- Северное наречие:
  - левобережно-полесские (левобережные, восточнополесские) говоры;
  - правобережно-полесские (правобережные, среднеполесские) говоры;
  - волынско-полесские (западнополесские) говоры.

## Ареал

### Украина
Говоры юго-восточного наречия распространены в центральной, южной и восточной Украине. Ареал среднеподнепровских говоров охватывает территорию в среднем течении Днепра — южную часть Киевской области, юго-западную часть Сумской области, северные части Кировоградской и Днепропетровской областей, а также полностью Черкасскую и Полтавскую области. Слобожанские говоры распространены в Харьковской области, на юго-востоке Сумской области и в северной части Луганской области. Степные говоры занимают южную часть Кировоградской области, большую часть Днепропетровской области (исключая её северные районы), Донецкую область, южную часть Луганской области, большую часть Николаевской области (исключая её северо-западные районы), южную часть Одесской области, Крым, Запорожскую и Херсонскую области.
Говоры юго-западного наречия занимают западную и юго-западную части территории Украины, волынско-подольские говоры распространены преимущественно в южной части Волыни (в южных районах Волынской, Ровненской и Житомирской областей, на севере Львовской, Тернопольской, Хмельницкой и Винницкой областей) и на Подолье (южные районы Хмельницкой и Винницкой областей, юго-западные районы Черкасской области, западные районы Кировоградской области, северо-западные районы Николаевской области и северные районы Одесской области). Историческая территория распространения посанских говоров — приграничные районы Украины (на западе Львовской области) и Польши. Поднестровские говоры занимают в основном территорию исторической области Восточной Галиции в верхнем течении Днестра (центральные районы Львовской области, северо-восток Ивано-Франковской области, центр и юг Тернопольской области). Покутско-буковинские говоры занимают главным образом территорию Черновицкой области. Гуцульские говоры — диалект субэтнической группы гуцулов, его ареал расположен в Восточном Закарпатье (юг Ивано-Франковской области и соседние с ним районы Закарпатской и Черновицкой областей). Бойковские говоры — диалект субэтнической группы бойков, распространён на северных склонах Карпат — на юге Львовской и западе Ивано-Франковской областей. Ареал закарптских говоров на Украине — южные склоны Карпат (Закарпатская область). Историческая область распространения лемковских говоров — Лемковщина — размещена главным образом в Польше, включая лишь незначительные приграничные районы Украины, с 1945—1947 годов в результате насильственных переселений носители лемковского диалекта были размещены в разных частях Украины (Донецкая, Луганская и Кировоградская области).

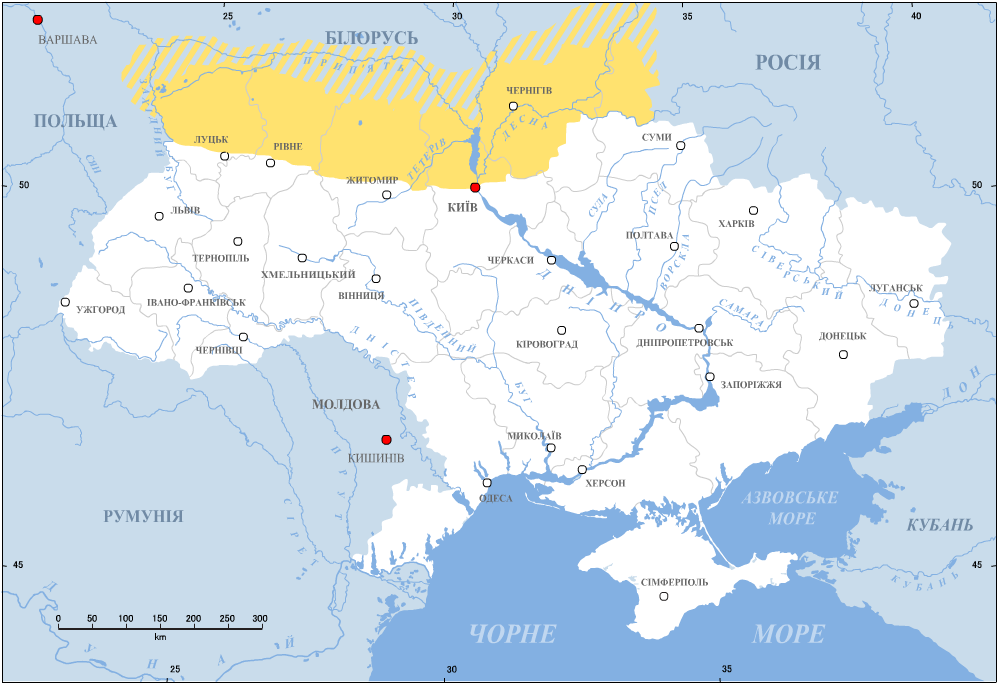
Украинское Полесье

Ареал северного наречия образует широкую полосу, протянувшуюся в северной части Украины вдоль границы с Белоруссией, от польско-украинской границы на западе до российско-украинской границы — на востоке. Занимает историко-культурную и географическую область Полесья (её украинскую часть). Левобережно-полесские говоры распространены в Черниговской области, на севере Сумской области и на северо-востоке Киевской области. Правобережно-полесские говоры занимают северные районы Киевской, Житомирской и Ровненской областей. Волынско-полесские говоры распространены практически по всей территории Волынской области, исключая её крайне южные районы и на северо-западе Ровненской области.

### За рубежом Украины
За пределами Украины распространены говоры юго-восточного наречия: в соседних с Украиной районах Курской, Белгородской, Воронежской и Ростовской областей России, чаще всего чересполосно с говорами южнорусского наречия. Говоры юго-восточного типа (наряду с говорами северного украинского наречия) распространены среди потомков украинских переселенцев на Кубани (так называемая балачка) в Краснодарском крае, в Ставропольском крае, в Поволжье, Сибири и на Дальнем Востоке, а также в Казахстане и Кыргызстане. Ряд степных говоров сохраняется в Румынии (в дельте Дуная).
Говоры юго-западного наречия за пределами Украины распространены в Молдавии, Румынии, Венгрии, Словакии, Польше, а также среди потомков украинских переселенцев в США, Канаде и других странах. При этом на основе различных карпатских говоров Словакии, Польши, Украины и Венгрии развивается литературный русинский язык. Особая литературная норма характерна для паннонско-русинского языка, имеющего западнославянскую основу (по другой точке зрения — развившегося под сильным западнославянским влиянием). Так, в Словакии согласно переписи 2011 года в качестве родного языка русинский назвали 55 469 человек, в Венгрии — 3 332 человека, в Сербии (главным образом в автономном крае Воеводина) — 11 340 человек. В качестве регионального или языка национального меньшинства русинский признан в Боснии и Герцеговине, Хорватии, Румынии, Сербии и Словакии (причём во всех этих странах наряду с украинским языком). В Польше предпринимаются попытки кодификации литературного языка на основе лемковского диалекта, формируется лемковская этническая идентичность. Лемковский язык согласно переписи 2011 года назвали родным 4 454 человека. На Украине положение о региональных языках (закон «Об основах государственной языковой политики») на русинский и лемковский идиомы не распространяется, поскольку они считаются диалектами украинского языка.
Канадский диалект украинского языка — разновидность украинского языка, сформировавшаяся в среде первых двух волн украинской иммиграции в Западную Канаду и сохраняющаяся среди их потомков. Канадский украинский был широко распространён с начала украинской иммиграции в Канаде в 1892 году и до середины XX века.
Поскольку украинцы приезжали в Канаду из австро-венгерских провинций Галиции и Буковины, черты их языка схожи с чертами говоров юго-западного наречия, и имеют мало особенностей северного и юго-восточного наречий, чьи ареалы находились на территории Российской империи. Канадский диалект содержит намного больше заимствований из польского, немецкого и словацкого языков, и меньше из русского по сравнению с современным литературным украинским.
Говоры северного наречия украинского языка отмечаются в некоторых приграничных районах Брянской (Стародубщина), Курской, Белгородской и Воронежской областей России.
По большому числу фонетических и грамматических признаков сближаются с говорами северного наречия полесские говоры Белоруссии, некоторые диалектологи их выделяют как переходные белорусско-украинские говоры. К ним близки говоры польского Подляшья — побужско-полесские, или подляшские говоры.

## Диалектные различия
Для говоров юго-восточного наречия характерны многие языковые особенности украинского литературного языка. В частности, наличие шестифонемного ударного вокализма, включающего фонемы /i/, /и/, /е/, /а/, /у/, /о/; произношение /и/ в безударной позиции как [ие], а /е/ — как [еи]: ниесý, виеду́, жеиве́, сиело́. Среди других фонетических особенностей, включая и те, что неизвестны литературному языку, отмечаются: сохранение смягчённого /р′/ в конце слова: база́р′ «базар», коса́р′ «косарь»; распространение мягких шипящих: лош′á «жеребёнок», біж′áт′ «бегут»; в соответствии фонеме /ф/ выступают /x/, /хв/: ту́хлі, хва́брика; ограниченно встречаются аффрикаты /дж/, /дз/, /дз’/, на их месте часто выступают /д/, /ж/, /з/: хóд’у «хожу», бужу́, звоно́к, жерело́ и т. д.
Западная подгруппа южноукраинского наречия имеет значительно меньшее распространение, чем восточная, и по сравнению с последней отличается в основном:
- твердым выговором звука |р|: |бура|, |гира|, |радно|, вместо |буря|, |гиря|, |рядно|;
- окончанием -є вместо -я и отсутствием долготы согласного (в правописании — двойного согласного) в словах типа |життя|, |весілля|, |зілля|, выговаривающихся вследствие этого как |житє|, |весілє|, |зілє|;
- падежными окончаниями имен существительных: |батькови|, |ковальови|, |коньом|, |земльою|, |на поли|, вместо |батькові|, |ковалеві|, |конем|, |землею|, |на полі|;
- окончанием -ий (в некоторых говорах) в именах прилагательных мягкого склонения, имеющих обычно окончание -ій: |синий|, |третий| вместо |синій|, |третій|.

Юго-западные говоры фонетически ближе к литературному, чем северные.
Северные говоры отличаются от литературного языка в основном фонетикой (в произношении, ударении).

## История изучения
Начала украинской диалектологии относят ко 2-й половине XVIII века. Они связаны с осознанием территориальной дифференциации языка: это были попытки определить границы распространения редких, преимущественно фонетических, явлений. В XIX веке интерес к диалектологии возрос в связи с общим подъемом этнологии, национальной культуры, движениями у разных славянских народов. Свидетельство о диалектических явлениях в настоящее время еще носят несистемный характер, приводятся без необходимой локализации.
Выяснение диалектического членения подвергалось эволюции от ориентировочного определения наречий и диалектов к составлению диалектической карты; менялись объем и характер материала — от попутной фиксации к систематической записи по вопросникам, от обследования небольших языковых территорий до обхвата всего украинского диалектного языка.
На основании сопоставимых фонетических и морфологических данных К. П. Михальчук выделил три наречия: полесское, украинское, червонорусское, обозначил их границы и внутреннюю дифференциацию на меньшие языково-территориальные образования. Позднее проблема диалектического членения украинского языка имела различное решение в зависимости от исходных принципов диалектической классификации и используемого материала, на современном этапе развития украинской диалектологии более распространенным является взгляд о разделении на такие наречия: северное, юго-восточное и юго-западное. Этот раздел является развитием предложенной К. Михальчуком его первоначальной трёхчленной классификации.
В свою очередь, малороссийское наречие в тогдашней терминологии делилось на два поднаречия — северное и южное, которые сейчас считаются наречиями украинского языка.